# Dominique II Berger
Dominique II Berger (Brugge, 1 januari 1780 – 23 maart 1845) was stadsbeiaardier van Brugge en organist.

## Levensloop
Dominique of Dominiek II Berger was de oudste zoon van Dominique I Berger (1747-1797) die orgelbouwer was en van Francisca van de Voorde. De Bergers waren een Brugse familie die deel uitmaakten van een dynastie van orgelbouwers.
In de revolutietijd trok Dominique II naar Parijs waar hij muzieklessen volgde bij Luigi Boccherini. Toen hij terug in Brugge kwam, werd hij in 1807 organist van de Sint-Salvatorkerk en stadsbeiaardier in opvolging van Henderyck Fromont. In december 1808 trouwde hij met Maria Hubené. Het huwelijk bleef kinderloos. Ze besteedden hun zorgen aan Louis Hubené, een neefje dat vroeg wees werd en die Berger als stadsbeiaardier opvolgde.
Berger genoot enige faam als componist. Zijn werken, meestal kerkmuziek, bleven in handschrift en zijn thans verdwenen.